# Plate-forme multimodale Delta 3
Delta 3-Dourges est une plate-forme multimodale et logistique française située à Dourges dans le département du Pas-de-Calais, en région Hauts-de-France.
Le site comporte un important terminal de transport combiné (rail, route et voie d'eau), un faisceau de triage et un quai sur le canal de la Deûle. S'ajoutent à ces installations près de 330 000 m² d'entrepôts répartis autour des installations ferroviaires et un centre de services tertiaires.

## Situation ferroviaire
Le triage de Delta 3-Dourges dispose d'une entrée principale sur la ligne de Lens à Ostricourt et d'une entrée secondaire sur la ligne de Paris-Nord à Lille.

## Histoire

### Les origines du projet
Au début des années 1990, le terminal rail-route de la gare de Lille Saint-Sauveur est saturé. Lille envisage par ailleurs de présenter sa candidature pour l'organisation des Jeux olympiques d'été de 2004. Dans cette perspective, le site de la gare Saint-Sauveur est pressenti pour accueillir le village olympique. En 1991, la Ville de Lille et la Communauté Urbaine signent avec la SNCF une convention pour un déménagement du terminal avant 2000. La recherche d'un nouveau site est alors conduite dans le cadre de l’élaboration du nouveau Schéma Directeur d’Aménagement et d’Urbanisme de l’arrondissement de Lille en s'appuyant sur trois critères :
- une desserte de première qualité par le rail, la route et la voie d'eau,
- une localisation proche du barycentre des flux ayant pour origine ou pour destination la région Nord Pas-de-Calais,
- un espace suffisamment vaste pour accueillir un terminal trimodal et des zones logistiques pour des centres de distribution à l'échelle européenne.

Une première étude, portée par l’État et le Conseil Régional, compare dix sites et débouche sur la proposition d'implantation d'une plate-forme sur les communes de Dourges, Oignies et Hénin-Beaumont.
Toutefois, bien que limitrophes, ces communes ne sont situées ni dans la Communauté Urbaine de Lille ni dans le département du Nord, ce qui soulève dans un premier temps de nombreuses oppositions, dans l'agglomération lilloise, par crainte de la délocalisation de certaines activités, mais aussi dans le Pas-de- Calais, où certains élus considèrent qu'il s'agit d'une ingérence de leurs homologues lillois. En 1993, le site de Dourges est cependant définitivement retenu et la réalisation du nouveau terminal inscrite au contrat de plan Etat-Région pour 1993-1999.

### Le site

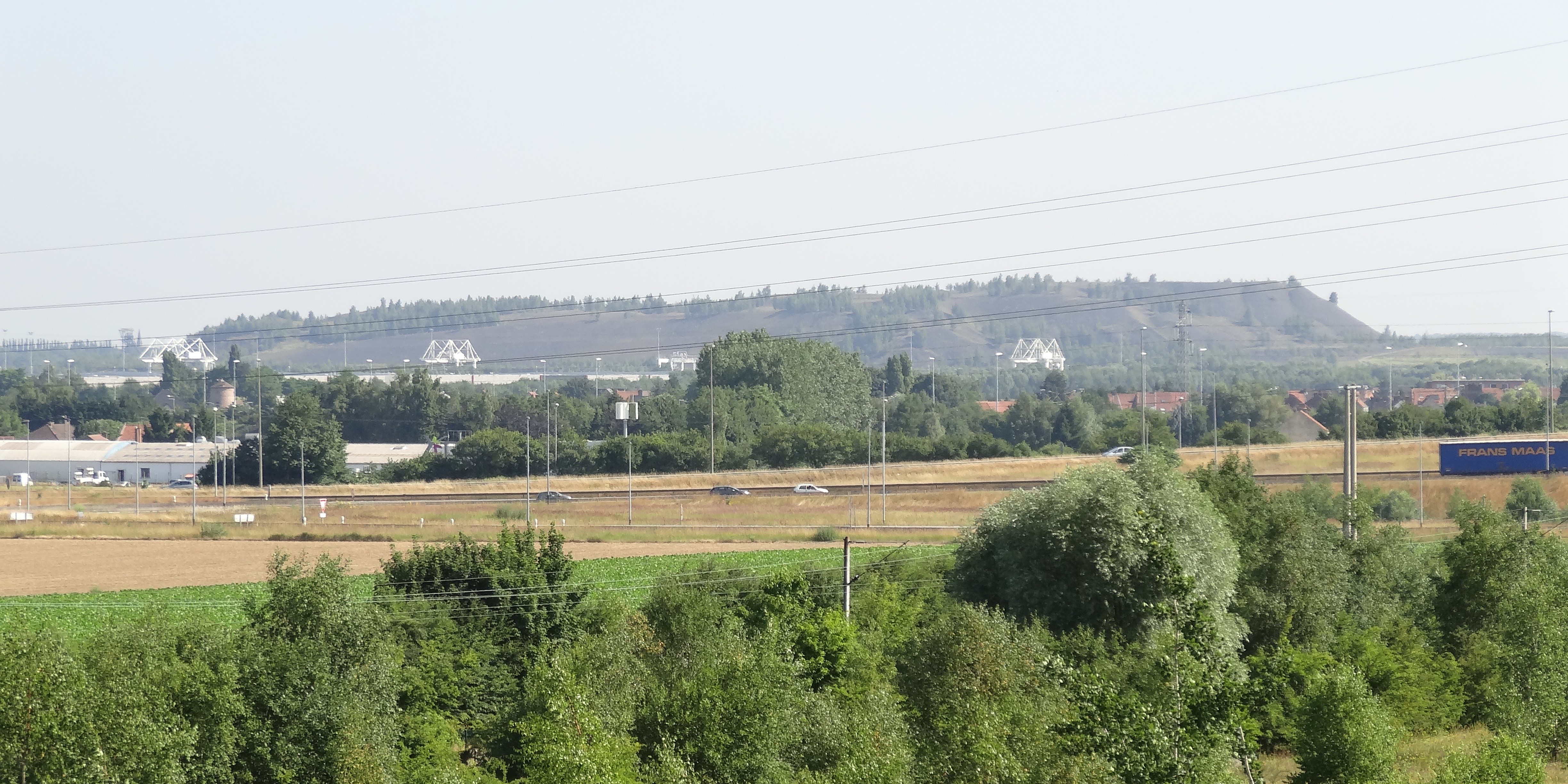
Les terrils nos 116 et 117, 10 d'Oignies, vus depuis le sommet du terril no 92, Lavoir Hénin Ouest. En contrebas, les portiques.

La plate-forme multimodale et logistique Delta 3 est en partie implantée sur le site de la fosse no 10 du Groupe d'Oignies, commencée en 1956, après la nationalisation, à un kilomètre au sud-ouest de la fosse no 9 - 9 bis des mines de Dourges sise à Oignies. Mise en service le 23 janvier 1961, elle cesse d'extraire le 21 décembre 1990, en même temps que le fosse no 9 - 9 bis, marquant ainsi la fin de l'extraction de la houille dans le bassin minier du Nord-Pas-de-Calais. Les installations de surface, dont la tour d'extraction de la fosse no 10, sont détruites en 1992. Les installations de surface de la fosse no 9 - 9 bis sont quant à elles conservées.
La plate-forme est située au sud et à l'est des terrils nos 116 et 117, 10 d'Oignies, ceux-ci étant un signal fort dans le paysage,.

### La construction
En 1999, le conseil régional du Nord-Pas-de-Calais, le conseil général du Pas-de-Calais, le conseil général du Nord, Lille Métropole Communauté Urbaine, la communauté d'agglomération d'Hénin-Carvin, la communaupole de Lens-Liévin, la communauté d’agglomération du Douaisis et la communauté de communes du Sud Pévélois se regroupent dans un syndicat mixte afin d'assurer la maîtrise d’ouvrage de l’opération.
Le site est la propriété de la Société Publique Locale d’Aménagement Delta 3, créée le 21 novembre 2000 par le syndicat mixte. Elle était à l'origine une société anonyme d'économie mixte (SAEM) et a été transformée en SPLA en 2011.
Les travaux démarrent en avril 2001 avec la déviation de la route départementale 160.

### Mise en service
Le terminal combiné est mis en service le 15 décembre 2003 en remplacement de la gare de Lille-Saint-Sauveur, saturée et asphyxiée dans les limites de Lille, qui cesse simultanément ses activités. Le nom Delta 3 a été choisi pour refléter le caractère tri-modal (rail, route, eau) des installations. Toujours en 2003, Delta 3 a reçu le prix de l’innovation logistique dans la catégorie « installations et sites logistiques ». En 2004, elle a également reçu le prix « Territoria » de l’Aménagement et de l’Urbanisme.
En 2012, près de 2 900 trains et 90 barges ont transité par Delta 3.
Un bâtiment d'entretien et de réparation de locomotives et de wagons sera ouvert en 2015.

## Les installations

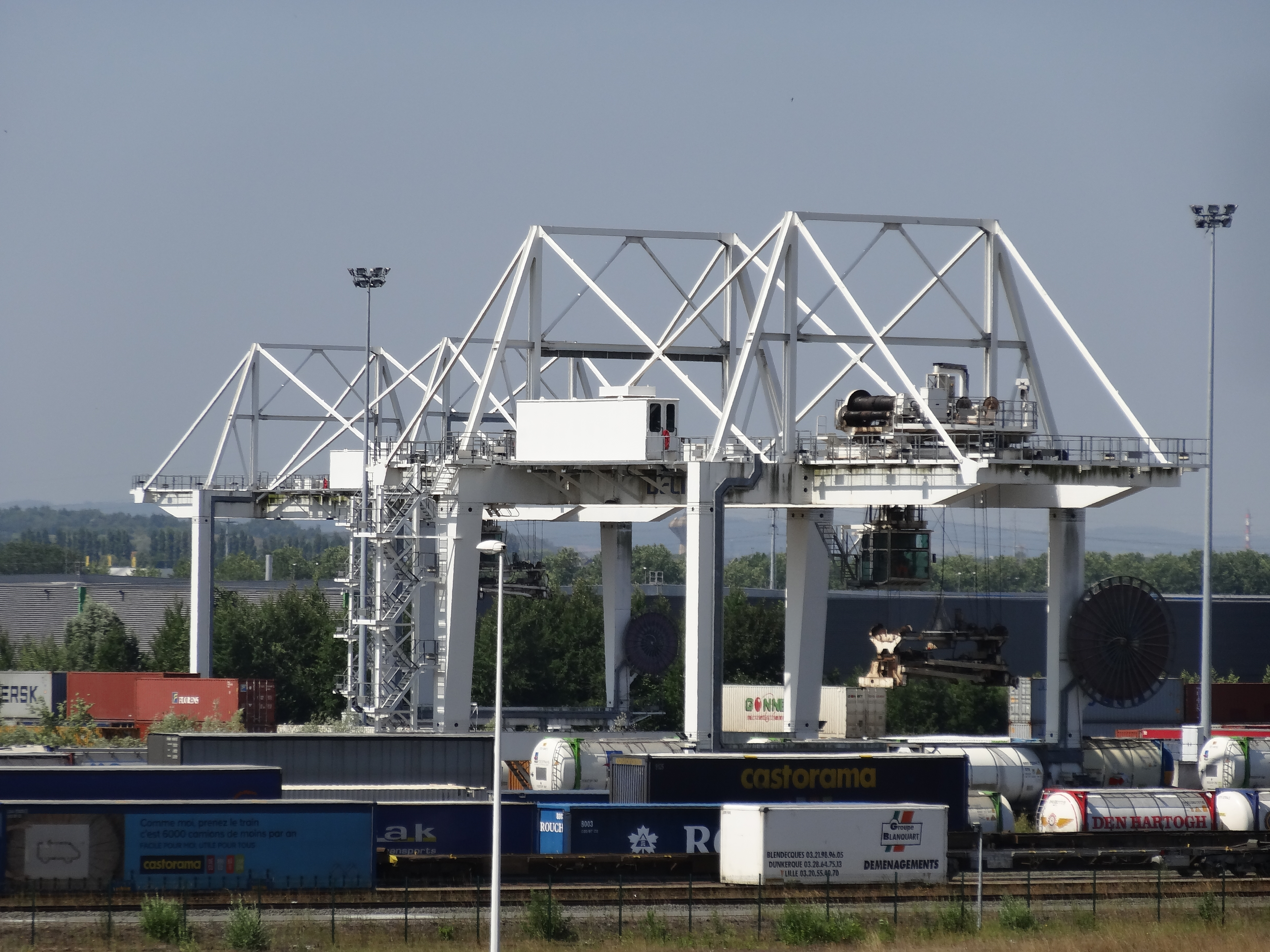

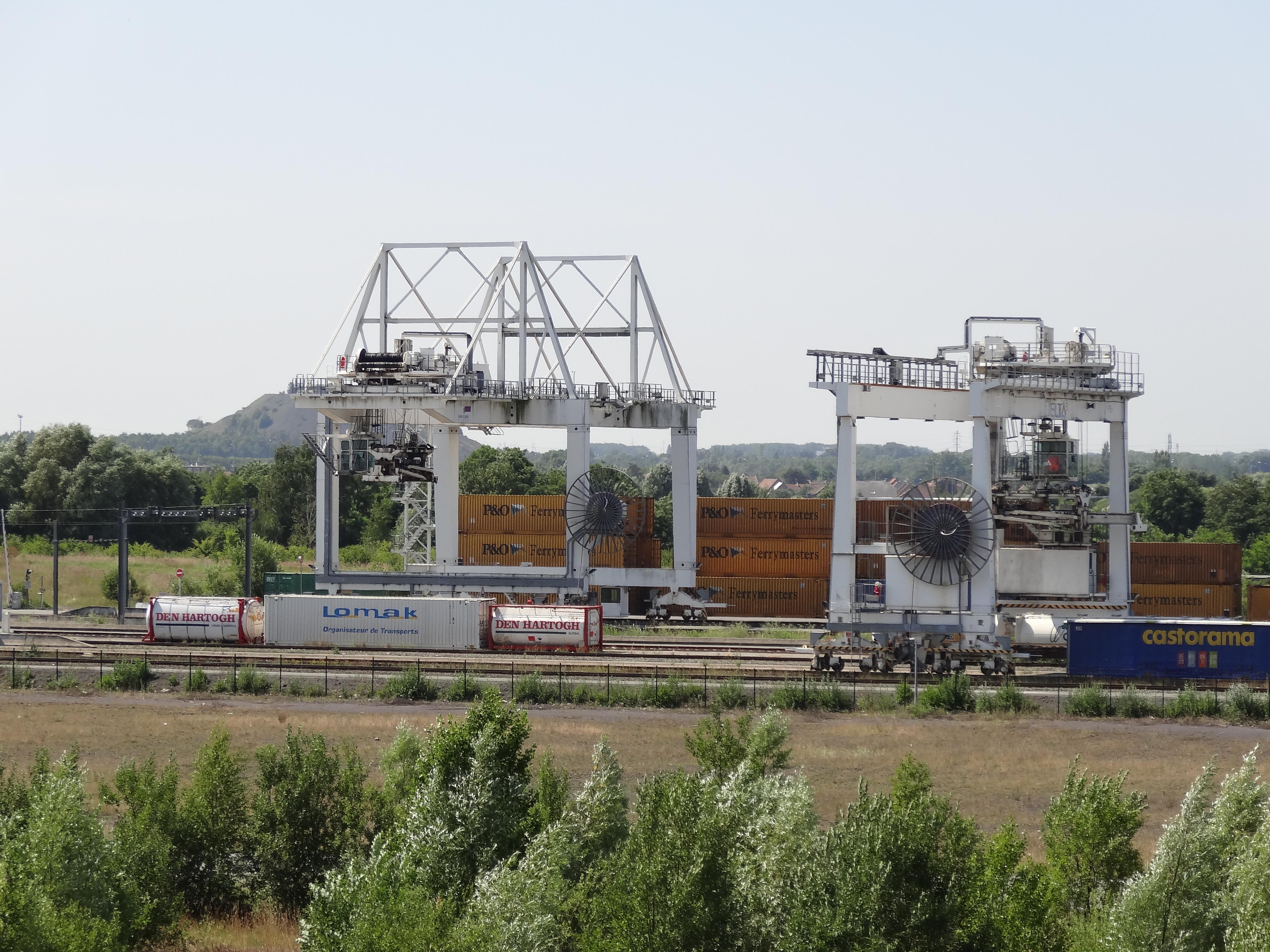

Les installations de Delta 3 couvrent une zone de près de 300 hectares et comptent 330 000 m² d'entrepôts. L'ensemble des aiguillages sont commandés par un poste d'aiguillage informatisé appelé PIVOS, Poste informatique voie de service.

### Le terminal combiné
Le terminal de transport combiné comporte 7 voies de 750 mètres chacune et 4 portiques de manutention rail-route. Cinq voies sont enjambées par les portiques, les deux autres étant desservies par des grues automobiles. Il est relié à l'autoroute A1.
Le terminal combiné est exploité par Lille Dourges Conteneur Terminal, LDCT, une société privée ayant pour actionnaires Naviland Cargo, Novatrans et NCS (GIE des ports de Dunkerque et de Lille).

### Le triage

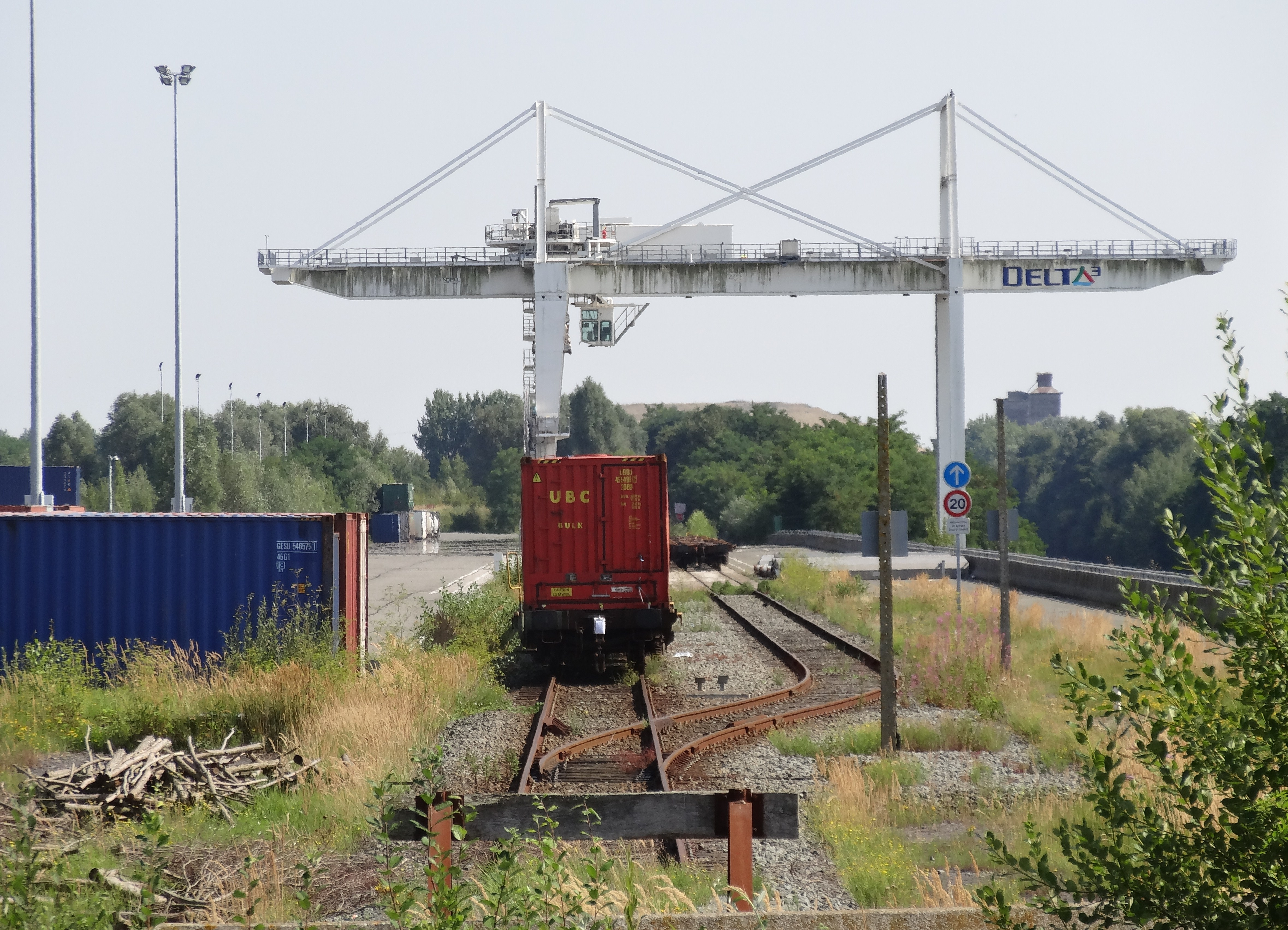

Le faisceau de triage, raccordé aux lignes de Lens à Ostricourt et de Paris-Nord à Lille, compte 12 voies permettant la réception des trains et le tri des wagons.

### Quai fluvial

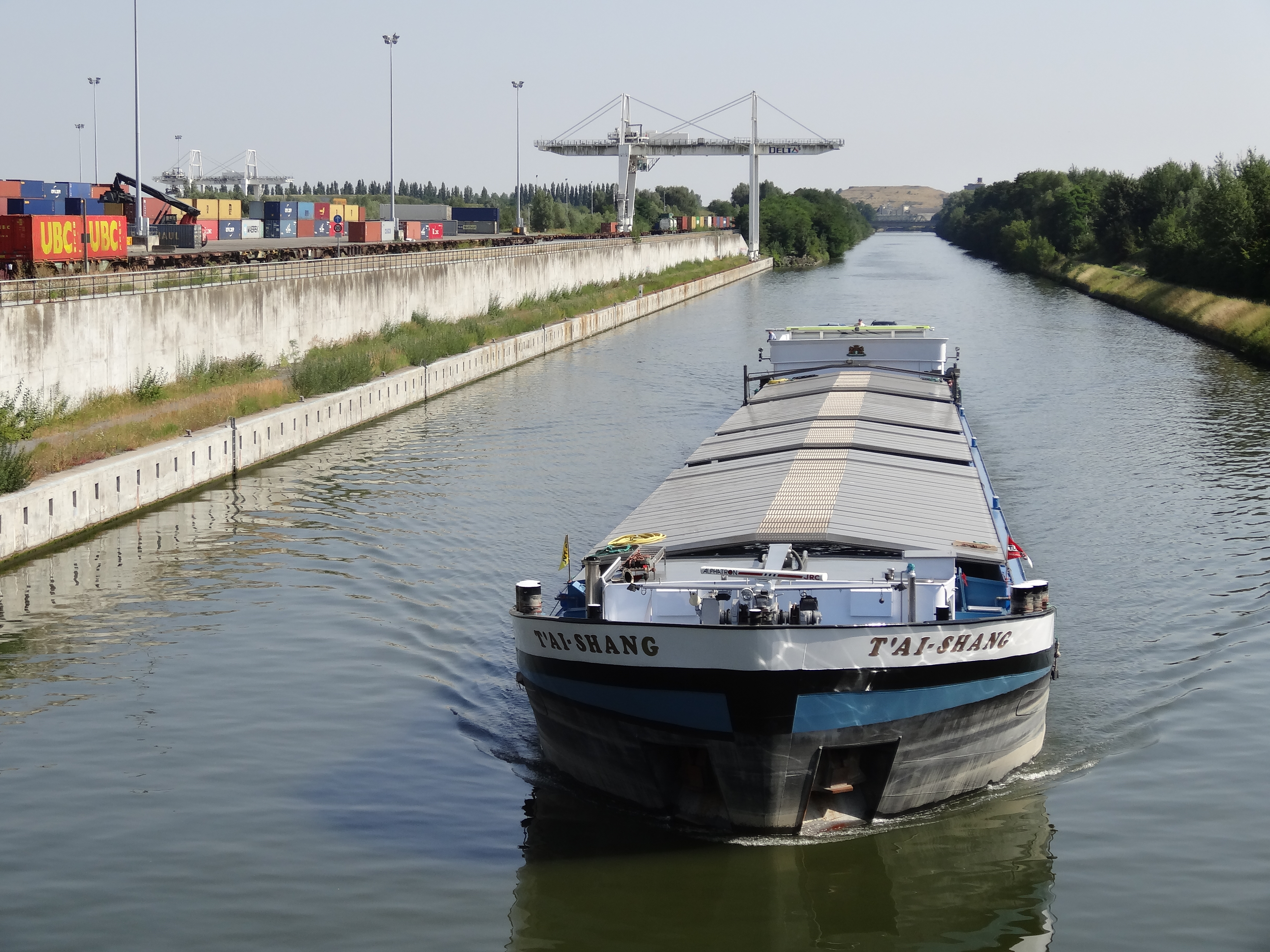
Péniche à proximité de la plate-forme.

Le quai fluvial mesure 250 mètres et peut accueillir 2 à 3 péniches porte-conteneurs. Il est équipé d'un portique de manutention rail-route-voie d'eau enjambant deux voies ferrées.

### Zone de stockage
La capacité de la zone de stockage de conteneurs est de 2 500 EVP, qu'il est possible de doubler. Il est également possible de rajouter des voies ferrées et des portiques.

### Les zones logistiques

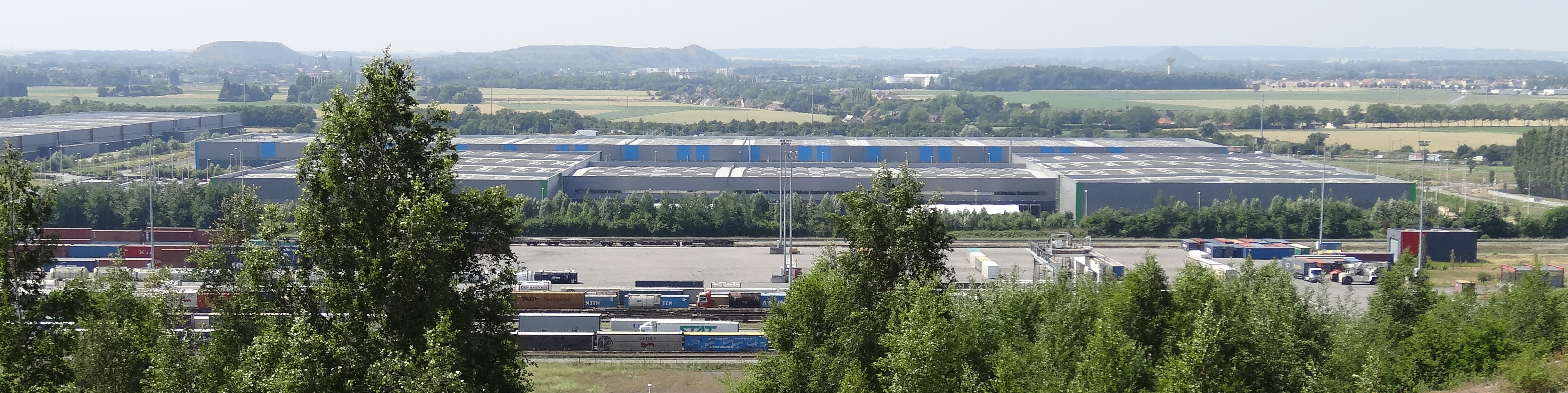
Les entrepôts de la zone logistique A.

La zone logistique A est située entre le canal de la Deûle et l'autoroute A1. Elle accueille 270 000 m2 répartis en deux programmes :
- Distripôle Delta 3 est constitué de quatre bâtiments représentant 150 000 m2 destinée à être loués à des chargeurs et des logisticiens. Transfreight Automotive Logistis Europe s'étend sur 42 000 m2, Oxybul Éveil & Jeux sur 36 000 m2, Dachser sur 22 000 m2, idem pour Rexel.
- La zone logistique A Nord est destinée à des entreprises souhaitant acheter leur entrepôt : Leroy Merlin y est implanté depuis 2007 dans un entrepôt de 42 000 m2, quant à Oxylane Decathlon, il y est implanté depuis 2009 dans un bâtiment de 51 000 m2 dont 48 000 m2 d'entrepôt[7].

La zone logistique B est composée du programme "Distrirail Delta 3". Celui-ci est constitué d'un bâtiment de 35 000 m2 livré en mai 2006 disposant d'un embranchement particulier. Un deuxième bâtiment reste à construire, il doit avoir les mêmes dimensions
La construction de la zone logistique C a débuté en février 2014 pour une livraison prévue au printemps 2015. Cette zone de dix hectares verra la construction de deux bâtiments de 10 000 m2, destinés aux activités de messagerie ou de cross-dock, reliés au réseau ferré par un embranchement long d'environ 380 mètres. Cette zone est située juste à côté du terminal de transport combiné et du canal de la Deûle.
La zone logistique D est la dernière qui sera construite sur le site de Delta 3. Les terrains aménagés devraient être livrés fin 2015-2016 sur une zone qui avait été réservés sur des terres agricoles (115 hectares) dès la création de Delta 3. Cette extension devrait comprendre 300 000 m2 d'entrepôts supplémentaires ainsi qu'un parc de services sur environ 4 hectares.

### Centre de services
Le centre de services se trouve à l'entrée du site. Il comporte une station-service; deux bâtiments tertiaires: les centres "Euralogistic" 1 et 2; le Campus "Euralogistic" réalisé par la Chambre de commerce et d'industrie Artois et dédié aux formations des métiers du transport et de la logistique; un parking poids-lourds de 90 places.